# Max Steel vs La Amenaza Mutante
Max Steel vs La Amenaza Mutante (Max Steel vs The Mutant Menace, en inglés) es una película de Acción del 2009 de las compañías cinematográficas Mattel y Rainmaker Entertainment Productions.

## Trama
Max y Cytro se encuentran en su más peligrosa y desafiante misión contra Titus Octavius Xander, un ex-super agente N-Tek que fue transformado en desecho tóxico de carne y hueso. Armado con nuevos poderes y con Cytro a su lado, Max enfrenta a Toxzon y a sus repulsivos secuaces mutantes. De la helada Antártida a un terreno industrial tóxico y a las mismas instalaciones N-Tek, Max Steel tiene que poner fin al malévolo plan del villano de destruir al mundo.

## Argumento
La película empieza en la helada Antártida donde 2 científicos se encuentran haciendo pruebas, un experimento sale mal y provoca que las instalaciones se sellen quedando en código rojo.
Max es enviado a rescatar a los científicos y asegurar las instalaciones, pero decide desobedecer y en el acto libera a un exagente n-tek que sufrió un accidente con materiales radioactivos y le provocó una mutación, su nombre es "Toxzon" capaz de absorber cualquier químico o contaminante y producir toxzoides, la película termina en las mismas instalaciones N-Tek donde Max y Cytro luchan contra toxzon y logran detenerlo.
Secuelas
Es la Secuela de Max Steel Bio Crisis y su Secuela es La Legión Tóxica.